# Federação Reformada na Alemanha
A Federação Reformada na Alemanha ou Aliança Reformada na Alemanha (em alemão Reformierte Bund in Deutschland e em inglês Reformed Alliance in Germany) é  é uma federação de igrejas, comunidades, associações e indivíduos reformados. Foi fundada em 1884 e é considerada uma organização guarda-chuva para cerca de 1,5 milhões de membros da igreja reformada na Alemanha. Sua sede fica em Hanover desde 2005.

## História
Em 1648, a Paz de Vestfália, estabeleceu a legalidade das igrejas reformadas nos estados alemães, de acordo com a vontade do príncipe governante. No final do século XVII, o culto reformado no Palatinado foi proibido. Como resultado, muitos cristãos reformados imigraram para a Holanda, América do Norte e Prússia, onde estabeleceram igrejas reformadas.
Em 1817, Frederico Guilherme III, da Prússia, determinou que as igrejas reformadas e luteranas no país deveriam ser fundidas.
O teólogo reformado Friedrich Schleiermacher liderou ministros em apoio a esta união, mas compartilhou com eles a preocupação com a perda dos sistemas reformados de autogoverno para o absolutismo monárquico. A união tornou-se um padrão para a maioria dos protestantes na Alemanha.
A Federação Reformada foi fundada em 1884 com a intenção de promover o intercâmbio e a comunidade entre os cristãos reformados na Alemanha e preservar e manter a herança teológica na tradição de Calvino e Zwinglio. Foi inscrita no registo de associações em 1907 e considera-se uma associação eclesial composta por igrejas (estatais), paróquias e membros da igreja.
Em 2014, a Federação Reformada na Igreja Evangélica na Alemanha (FRIEA) foi fundada como uma sociedade anônima de direito público pela Igreja Evangélica Reformada na Alemanha e Igreja de Lippe. No ato da fundação da FRIEA, a Federação Reformada na Alemanha juntou-se à organização, com status semelhante ao da Igreja Evangélica Luterana Unida da Alemanha e da União das Igrejas Evangélicas (Alemanha).

## Membros
São membros da Federação Reformada na Alemanha: 
- Igreja de Lippe;
- Igreja Evangélica Reformada na Alemanha;
- Igreja Reformada Evangélica Antiga na Baixa Saxônia; e
- Associação de Igrejas Evangélicas Reformadas na Alemanha.

Além das denominações acima listadas, várias igrejas locais reformadas, dentro de outras igrejas regionais da Alemanha, fazem parte da Federação. As igrejas unidas a seguir não são membros plenos, mas enviam representantes para a assembleia da Federação:
- Igreja Evangélica na Renânia
- Igreja Evangélica da Vestfália
- Igreja Evangélica em Hesse e Nassau
- Igreja Evangélica de Kurhessen-Waldeck
- Igreja Evangélica de Bremen

## Estatísticas
| Denominação                                              | Membros   | Igrejas |
| -------------------------------------------------------- | --------- | ------- |
| Igreja Evangélica Reformada na Alemanha                  | 159.309   | 143     |
| Igreja de Lippe                                          | 140.313   | 65      |
| Igreja Reformada Evangélica Antiga na Baixa Saxônia      | 6.275     | 12      |
| Associação de Igrejas Evangélicas Reformadas na Alemanha | 1.500     | 3       |
| Outras igrejas                                           | 1.192.603 | 97      |
| Total                                                    | 1.500.000 | 320     |

A Federação declara representar 1,5 milhões de membros em 2022, em cerca de 320 congregações.

## Posicionamentos

### Guerra Israel-Hamas
Em 2023, durante a guerra  Israel-Hamas, a Federação manifestou oposição ao pronunciamento da Comunhão Mundial das Igrejas Reformadas, que apenas tinha mencionado os "cristãos palestinos", omitindo o ataque do Hamas a Israel em 2023.
A Federação classificou os atos do Hamas como terrorismo e declarou que apoia o direito de Israel a autodefesa.

### Casamento entre pessoas do mesmo sexo
A Igreja de Lippe e a Igreja Evangélica Reformada na Alemanha, as duas maiores denominações membro da Federação, permitem que seus pastores abençoem casamentos entre pessoas do mesmo sexo.